# بارجر-کامپسکیوام
{{Infobox settlement
|name=بارجر-کامپسکیوام
|image_map=
|subdivision_type=کشور
|subdivision_name=هلند
|subdivision_type1=استان
|subdivision_name1=درنته
|subdivision_type2=شهرستان
|subdivision_name2=امن
|burgemeester=
|population=۱۴۸۰ نفر
|population_as_of=۱ ژانویه ۲۰۰۴
|latitude=
|longitude=
|dialling_code=
|postal_code=
| مختصات = ۵۲°۴۵′ شمالی ۷°۳′ شرقی / ۵۲٫۷۵۰°شمالی ۷٫۰۵۰°شرقی
بارجر-کامپسکیوام (به هلندی: Barger-Compascuum) یک شهر کوچک در هلند است که در امن واقع شده‌است.

## خصوصیات
بارجر-کامپسکیوام ۱٬۴۸۰ نفر جمعیت دارد.